# Kościół Ducha Świętego w Staszowie

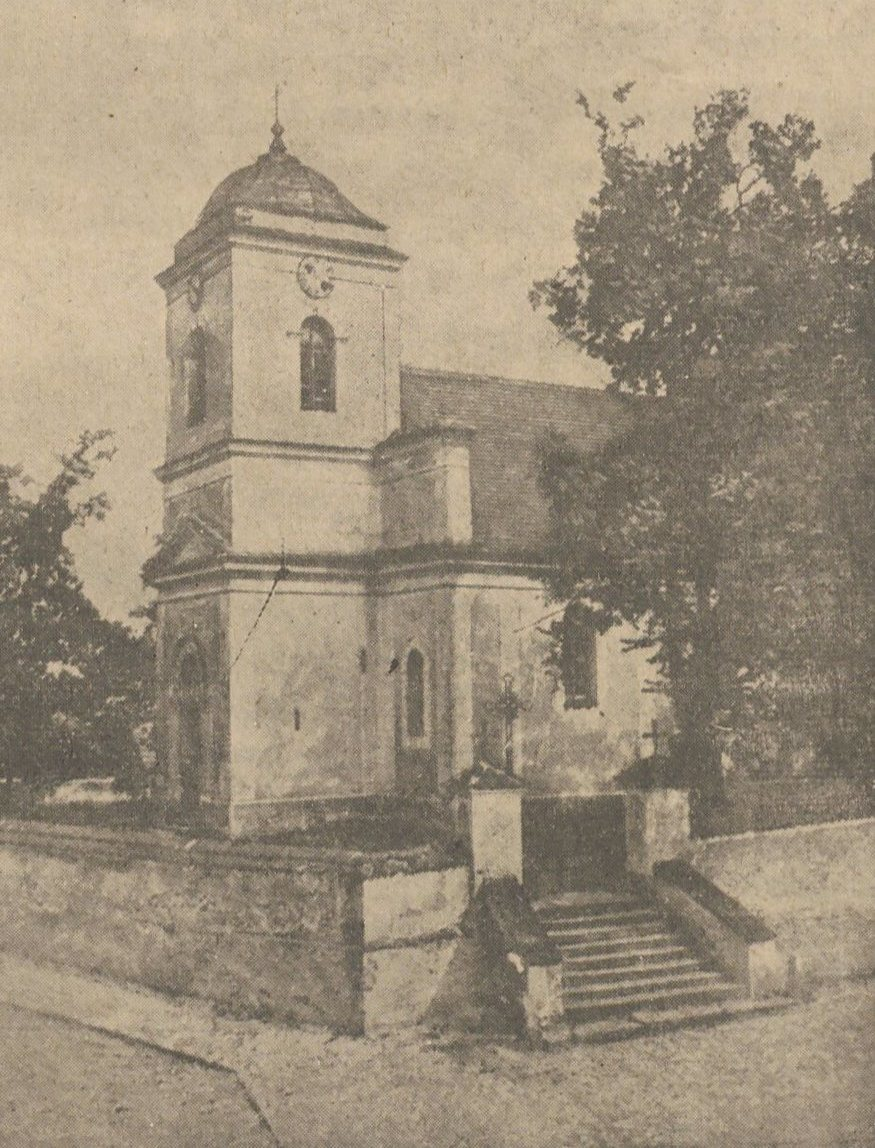
Kościół z 1833 (zdjęcie z 1937)

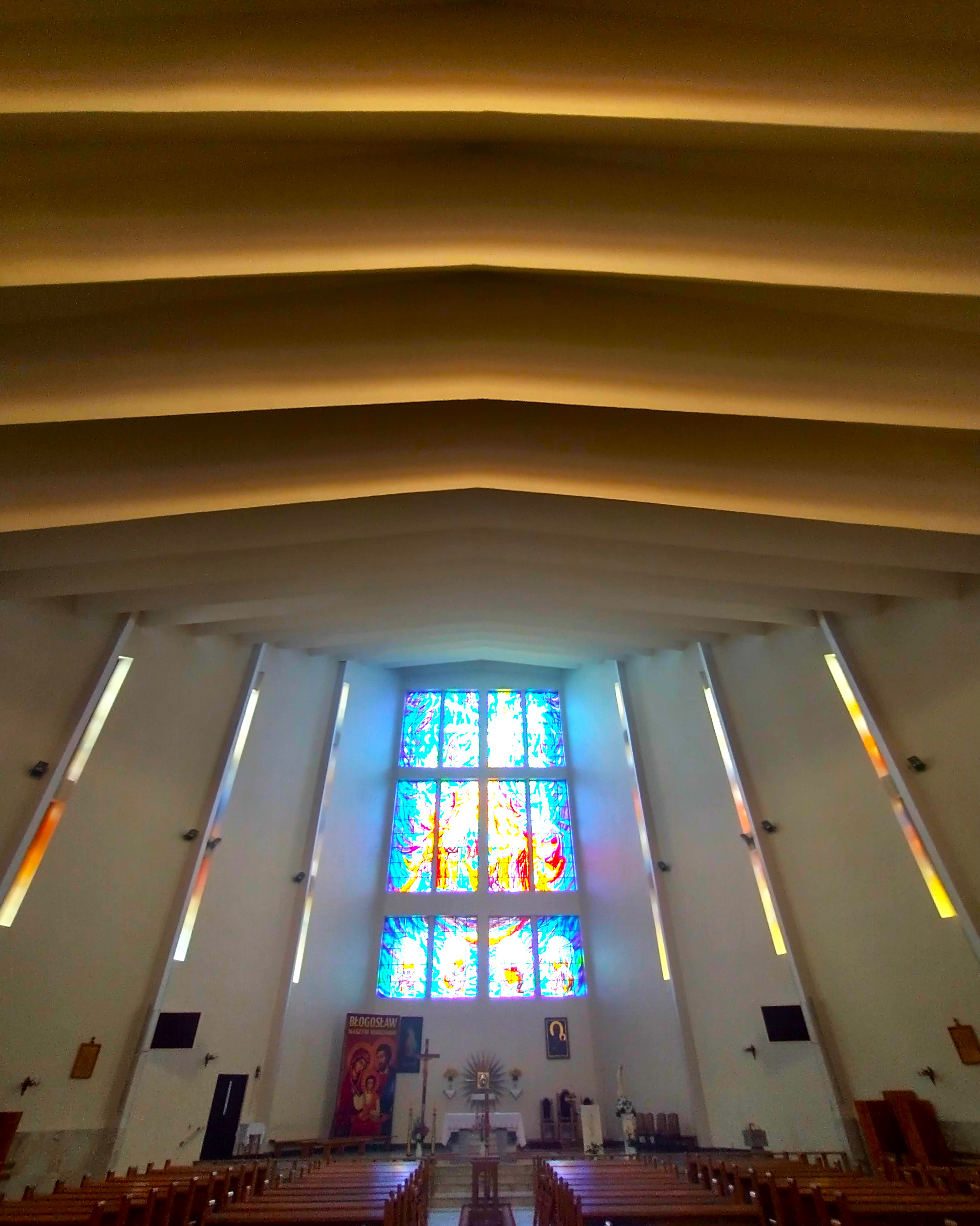
Wnętrze z ołtarzem

Kościół Ducha Świętego w Staszowie – kościół rzymskokatolicki pod wezwaniem Ducha Świętego ulokowany w Staszowie w diecezji sandomierskiej.

## Historia
Obecny kościół stoi w miejscu, w którym świątynie budowano od XVI w. - pomiędzy ulicami: Opatowską, Wschodnią, Ogrodową i Partyzantów.

### Zbór ariański
Pierwszą świątynię wybudował w tym miejscu jeden z właścicieli Staszowa Olbracht Łaski (syn Hieronima Łaskiego). Przyjął wiarę braci polskich (zwanych arianami) i w 1580 r. ufundował drewniany zbór, który stanął na wzgórzu przy miejskim rynku. Budynek pełnił funkcję zboru do 1596 r.

### Kościół drewniany
Pod nieobecność Olbrachta miastem zarządzał Andrzej Ciołek i jego syn Stanisław. Za ich zgodą w 1596 r. zbór przekształcono w kościół katolicki pw. Ducha Świętego. Po konsekrowaniu kościoła większość arian wyprowadziła się ze Staszowa.
Od 1685 do 1818 r. przy kościele Ducha Świętego istniała prebenda. Księża pełniący funkcję prebendarzy mieszkali przy kościele parafialnym św. Bartłomieja w Staszowie. Dopiero w 1790 r. wybudowano dla nich dom drewniany przy kościele Ducha Świętego.
W 1689 r. drewniany kościół spalił się. Wybudowano na jego miejsce nowy, także drewniany, konsekrowany 5 września 1696 r. przez ks. bp. Stanisława Szembeka. W ołtarzu głównym umieszczone zostały relikwie męczenników: św. Walentego i św. Marcelina. Kościół miał łącznie 5 ołtarzy.

### Kościół murowany
Po 238 latach kościół rozebrano i w jego miejsce w latach 1828–1833 wybudowano murowany, z białego kamienia. Fundusze na budowę pochodziły m.in. z datków hr. Zofii Potockiej, mieszkańców miasta i okolic. Kościół miał 3 ołtarze, organy, dzwony na wieży i zegar przeniesiony z wieży ratusza w 1846 r. Konsekrowany w 1848 r. przez ks. bp. Józefa Goldtmanna.
Świątynię wybudowano w stylu neoklasycznym wzdłuż osi wschód-zachód, z prezbiterium po stronie wschodniej. Ołtarz boczny z prawej strony ołtarza głównego poświęcony był patronom szewców: męczennikom Kryspinowi i Kryspinianowi. W lewym ołtarzu bocznym umieszczono obraz św. Józefa. W maju 1895 r. pożar zniszczył ołtarz boczny i sufit kościoła. W 1900 r. sprowadzono z Rzymu relikwie św. Stanisława Kostki.

### Kościół powojenny
W nocy z 8 na 9 sierpnia 1944 r. kościół został częściowo zniszczony podczas nalotu niemieckich bombowców. W 1945 r. podjęto pierwszą próbę jego odbudowy. Materiał uzyskany z rozbiórki pozostałości świątyni miał posłużyć do budowy nowej. Projekt kościoła w oparciu o poprzednie fundamenty opracował architekt Józef Jamroz. W 1948 Diecezjalna Komisja Budowlana zatwierdziła projekt do realizacji. Prace wstrzymano w 1950 r., gdyż władze państwowe nie wydały zezwolenia na budowę. Zezwolenia odmawiano przez kolejne 32 lata. Pozwolenie uzyskano w 1982 r. staraniem ówczesnego ks. proboszcza Adama Rdzanka i wikariusza ks. Henryka Kozakiewicza (późniejszego proboszcza parafii w latach 1986-2012). W sierpniu 1982 r. przystąpiono do budowy świątyni według projektu architekta Jerzego Wójcika. Kamień węgielny wmurowano 3 października 1983 r. Budowa trwała do 1996 r., kiedy to nowy kościół poświęcony został przez ks. bp. Wacława Świerzawskiego. Kościół powstał jako votum wdzięczności za uratowanie życia papieżowi Janowi Pawłowi II po zamachu 13 maja 1981 r.
15 maja 2011 r. dekretem biskupa sandomierskiego Krzysztofa Nitkiewicza kościół został wyniesiony do rangi Sanktuarium świętego Jana Pawła II.

## Architektura
Obecną świątynię wybudowano na osi północ-południe. Ma dwie kondygnacje. W świątyni górnej ołtarz skierowany jest ku północy, w dolnej ku południowi. W ołtarzu dolnej kondygnacji, która spełnia rolę kaplicy, znajduje się ikona Matki Boskiej Nieustającej Pomocy, uratowana w 1944 r. z płonącego po bombardowaniu kościoła. 
Przed kościołem znajduje się pomnik Jana Pawła II.